# Чанго
Чанго (мађ. Csángó) етничка група Мађара која већином живи у данашњој Румунији и Молдавији.

## Подела
Чанго−и су подељени у три главне групе и то по географском одредишту: молдавски, ђимешки и седмоселски (Барца) Чанго−и (околина Брашова).

### Молдавски Чанго−и
Ова етничка група је најбројнија и говори мађарским језиком. Са пребивалиштем у Молдавији, живе у окрузима Бакау (Bacau), Њамц (Neamţ), Јаши (Iaşi) и Вранча (Vrancea). Такође се могу у мањем броју наћи и у окрузима Галац (Galaţi), Ботошани (Botoşani), Васлуи (Vaslui), Констанца (Constanţa) и Тулча (Tulcea).
Што се религије тиче, већина Чанга је римокатоличке вероисповести и има их око 62.000 што чини 25,8% католика Молдавије.

#### Групације
- Северни Чанго−и из околине Романвашара (Románvásár) су највише везани за најстарије знане традиције, архаични језик и католичку веру.
- Јужни Чангои и Секељ Чангои живе у околини Бакауа (Bacau) и Вранча (Vrancea), омеђани са Арањош−Бестерце (Aranyos-Beszterce) брзацима, Татрош (Tatros), Уз (Uz), Салонц (Szalonc), Ојтоз (Ojtoz) и Тазло (Tázló) потоцима и ушћем реке Сирет (Szeret).

Данас је веома тешко повући црту између ове две групације пошто су се тотално измешали како културно тако и етнички. Једни другима су били географски најближи и изолација и заједнички мађарски језик их је зближио, тако да су полако почели да асимилацијом формирају заједничку посебну етничку групу.

#### Историја
Молдавски Чанго−и се спомињу од стране Мађара још приликом њиховог, мађарског, доласка у Панонску низију. Заједно су чували новоосноване источне границе краљевства. 
Мађари су се досељавали у Молдавију у неколико таласа, први пут приликом главне миграције у ове крајеве, после за време владавине мађарских краљева Андраша другог и Беле четвртог. Талас из 1225. године је насељен из разлога одбране границе. Даљи прилив је био за време папе Гргура деветог, када су превели Куне у хришћанство и јачање границе у одбрани против нових освајача Татара. Тада су основали насеља поред Сучаве до Бакауа од Мађара из околине Самоша, а на југу Молдавије су населили Секеље из такозване Земље Секеља.
Средњовековно досељавање се наставило када су попови Тамаш и Балинт довели једну групу, затражили од власти дозволу насељавања, и основали на реци Прут град Хус. између 1479. и 1493. године, за време владавине Батори Иштвана (Báthory István), велики број Секеља је избегао и населио јужни део Молдавије.
У 17. веку је велики број становништва Ердеља из економских и политичких разлога пребегао у Молдавију. Задњи талас је усељавања наишао је 1764. године, после познатих догађаја у Мадефалви.

#### Порекло имена
Постије различите теорије о настанку Чанго имена, ево неких:
- По дијајалекту Секеља:
  - Чангал (мађ: csángál) има три значења 1. лоше, вређа слух како прича, 2. пева двосмислено, 3. мљацка, шушка. Према овоме чанго је онај који лукаво и ушипарајући прича. Реч елчангал (мађ: elcsángál) у секељском дијалекту не постоји.
  - Чангат (мађ: csángat), ченгет (мађ: csenget) што би значило онај који звони, иде за стоком која има окачено звонце око врата.
- По дијалекту равничарских Мађара око Тисе: 
  - Цанго (мађ: cángó) што је синоним за младог скитницу или боље речено луталицу (мађ: csavargó).
- Из Бешење или Кипчак дијалекта (Алтајска групација) има за основу Кангар 
  - Хроника Секеља из Чик крајева пише да су 1049. године Бешење (мађ: besenyők) на челу са Чангур Палом (мађ: Csángur Pál) упале у земљу Секеља, један од племена се звао Кангар што је блиско изговору Чангар, па се то повезује са именом Чанго.
- Од речи чангат (мађ: csángat), што значи викати. 
  - Ово објашњење има подлогу у причи старих становника из Апаце (мађ: Apáca):

Па, Чангои, зато што је ту била граница. И онда је био замак, и онда када је била опасност, онда су звонили за црквеним звонима, палили сламу, да пазите јер се опасност приближава. Зато кажу Чанкок, зато када је долазио непријатељ, онда су звонили, викали, правили буку и онда се за то каже чангалати (мађ: csángáltak). Ето, одатле потиче назив за Чанго−е.
Ово иде у прилог теорији секељског дијалекта.
У Молдавији се може наићи на више облика ове речи: чангу(csángú), шанго (sángó), шангу (sángú), шанго (sangó), чанго (csangó), чангу (csangú)
Сам назив Чанго се први пут спомиње у списима 8. јуна 1443. године у писму Штефана молдавског (Ştefan moldvai) који поклања два села, Вашиешти (Văsieşti) и Башешти (Băseşti), Шанга Илљешу (Sanga Illyés).
Друго спомињање је из 1556. године, када Макшан (Maksán) спомиње Чанго Михаља (Michael chango) и 1560. године, иста особа спомиње Чанго Андраша (Csángó András). Извор: (Erdélyi Magyar Szótörténeti Tár, II. kötet)

#### Језик
- Старо молдавски чанго дијалекат

Такозвани не секељски Чанго−и, северни и крајње јужни део Молдавије, користе архаични мађарски из средњег века, који се користио на подручју горње Тисе. Овај дијалекат се одржао једино у овом делу мађарског говорног подручја. Чува своје традиционалне мађарске архаичне изразе, веома мало, може се речи симболично, је преузето од румунског језика.
Интересантност овог дијалекта је да се веома често користи ш, и да се с и ш користе као посебни изрази и стоје посебно у говору од осталих речи.
Друга особеност је коришћење фонетског дж (не мешати са џ) (мађ: dzs) уместо (мађ: gy,d). Примери: 1. дете, (джермек−dzsermek уместо дјермек−gyermek), 2. орах (джио−dzsió уместо дио−dió), 3. вишња (медж−medzs уместо медј−megy). Такође је за остала говорна подручја овај дијалекат неразумљив јер се овде користе архаични изрази као што су:
зец−фиљес (filjesz),(мађ: nyúl),
када−хет (hét),(мађ: mikor)
некада давно−ахет (ahét),(мађ: amikor régen)
поштовати− (bücsü),(мађ: becsület)
јаје−чукмоњ (csúkmony),(мађ: tojás)
разумети се у нешто−есудни (eszüdni),(мађ: hozzáérteni)
он−ју (jü), (мађ: ő) и тако даље...
Овим дијалектом говори отприлике 25−30.000 Чанго−а, а са годинама их је све мање.
- Секељско молдавски Чанго дијалекат

Секељ Чанго−и из Молдавије говоре веома слично Секељима из Харомсека и Чиксека, једина разлика је да се језик није развијао и да користе нешто више румунских, усвојених, израза. Већина Чанга у Молдавији користе овај дијалекат.

#### Религија
Осим седмоселских (Барца) Чанго−а, све остале групације су римокатоличке вероисповести, међутим веома је велики утицај старе религије, па се доста старих сачуваних обичаја помешало са католицизмом.

### Ђимешки Чанго−и
Ђимешки Чанго−и живе на граници Ердеља и Молдавије у околини изворишта реке Татрош. Преци су им се у 17. и 18. веку населили из секељских села из харгитског краја и мађарских села из Молдавије. Најпознатија села, које су основали, су: Ђимешфелшелок (Gyimesfelsőlok), Ђимескезеплок (Gyimesközéplok) и Ђимешбук (Gyimesbükk).

### Седмоселски (Барца) Чанго−и
Ова група Чанга су остаци Мађара, граничара, из 11. и 12. века, који су живели на југоистоку царства у околини Брашова. Они себе називају Мађарима, али суседни Секељи их зову Чанго, а главну групацију Седмоселски Чанго−и. Ови називи су вероватно настали као пародија (подсмех) слободних Секеља овој етничкој групи, пошто су они служили Сасе, а Саси су Ердељ звали Зибенбурген (Siebenbürgen), седам градова. 
Језик им је скоро идентичан мађарском језику који користе Секељи. Припадају евангелистичкој цркви, веру су преузели за време владавине Саса, који су били већина у Брашову.

### Чанго−и из Буковине
Овај погрешан назив за Секеље из Буковине је настао у будимпештанским круговима после прве веће селидбе Секеља из Буковине 1883. године, мада је и известан број Чанго−а тада учествовао у селидби.

## Места у којима живе Чанго-и
Молдавија
- Северни Чанго−и (околина Романвашара−Románvásár−а):
  - Сабофалва (Szabófalva)
  - Келђешт (Kelgyest)
  - Југан (Jugán) (само најстарији причају мађарски)
  - Траиан (Újfalu/Traian]) (само најстарији причају мађарски)
  - Баргован (Bargován) (само најстарији причају мађарски)
  - Балушешт (Balusest)
  - Плошкоцени (Ploszkucény)
- Јужни чанго−и (Околина Бакау−а):
  - Богданфалва (Bogdánfalva (Moldva))
  - Нађпатак (Nagypatak)
  - Трунк (Trunk)
  - Ђосењ (Gyoszény)
  - Ујфалу (Újfalu/Nicolae Bălcescu)
  - Секетура Szeketura)
- Секељ Чанго−и:

| - Бутукар (Berzunc/Butukár) - Богата (Bogáta (Moldva) - Брустурожа (Bruszturósza) - Чердак (Cserdák) - Чугеш (Csügés) - Дорманфалва (Dormánfalva) - Дожа (Dózsa/Újfalu) - Естругар (Esztrugár/Neszujest) - Форофалва (Forrófalva) - Фрумоса (Frumósza) - Фурникар(Furnikár) | - Фуресфалва (Fürészfalva) - Герлењ (Gerlény) - Горзафалва (Gorzafalva) - Гутинас (Gutinázs) - Ђидрашка (Gyidráska) - Јенекешт (Jenekest) - Калугарен (Kalugarén) - Капота (Kápota) - Кетриш (Ketris) - Клеже (Klézse) - Кукујец (Kukujec) | - Кулшерекечин (Külsőrekecsin) - Лабник (Lábnik) - Ларгуца (Lárguca) - Леспед (Lészped) - Лилијеч (Lilijecs) - Лујзикалагор (Lujzikalagor) - Мађарфалу (Magyarfalu ,Moldva) - Онфалва (Ónfalva) - Пралеа (Prálea) (већина су реформати) - Пустина (Pusztina) - Рипа (Ripa) | - Салка (Szálka ,Moldva) - Саланц(Szalánc) - Саразпатак (Szárazpatak) - Сербек (Szerbek) - Селехеђ (Szőlőhegy) - Саскут (Szászkút) (већина су реформати) - Татрош (Tatros) - Турлујан (Turluján) - Валири (Váliri) - Византа (Vizánta) (већина су реформати) |

Ђимеши Чанго−и
- Ђимешфелшелек (Gyimesfelsőlok)
- Ђимешкезеплек (Gyimesközéplok)
- Ђимешбук (Gyimesbükk)

Седмоселски (Барца) Чанго−и
- Апаца (Apáca)
- Барцаујфалу (Barcaújfalu)
- Халмађ (Halmágy)
- Кризба (Krizba)
- Сечелеварош (Szecseleváros), (Четири села): Бачфалу(Bácsfalu), Туркеш (Türkös), Чернатфалу (Csernátfalu), Хосуфалва (Hosszúfalva)
- Општина Татранг (Tatrang község), (Три села): Татранг (Tatrang), Зајзон (Zajzon) и Пуркерец (Pürkerec)
- Секељжомбор (Székelyzsombor)